# 锥栗
锥栗（学名：Castanea henryi），又名尖栗、箭栗（湖南）、旋栗（湖北）、榛栗（四川）、珍珠栗，是壳斗科栗属的植物。

## 形态
落叶乔木，小枝和叶子光滑；卵状长椭圆形或长椭圆状披针形叶子，先端尖长，边缘有锐锯齿，下面绿色，两面无毛；总苞密被针刺，内藏一个卵形的小坚果。

## 分布
分布在中国大陆的上海市、湖北、重庆市、四川、江西、江苏、湖南、安徽、广西自治区、贵州、福建、浙江、云南、广东等地，生长于海拔100米至1,800米的地区，多生长于丘陵与山地，目前尚未由人工引种栽培。
其中建瓯锥栗为中国地理标志产品。